# Les Illuminati
Les Illuminati. De la société secrète aux théories du complot est un ouvrage rédigé par Pierre-Yves Beaurepaire et paru en 2022 chez Tallandier.

## Rédaction
L'ouvrage s'appuie notamment sur des sources alors relativement récentes, auparavant inconnues ou inaccessibles. Par exemple, les correspondances des Illuminés de Bavière viennent d'être publiées peu avant la rédaction du livre. Au Mexique, une correspondance privée de Bartholdi a été découverte. Enfin, les archives françaises récupérées par l'Allemagne nazie puis par l'URSS ont été rendues à la France. Toutes ces sources permettent d'écrire plus efficacement une histoire des Illuminati.

## Contenu
L'ouvrage traite de l'éphémère société secrète des Illuminés de Bavière puis de l'émergence de la théorie du complot, alors même que la société secrète est interdite et disparaît.

### La société secrète
L'histoire des Illuminés de Bavière commence lorsqu'en Bavière Adam Weishaupt, un professeur de droit anticlérical et imprégné des idées des Lumières, crée une société secrète en 1776. Il recrute des étudiants et tente d'infiltrer la franc-maçonnerie. Weishaupt craint que les jésuites, désormais clandestins, n'infiltrent les loges maçonniques et détournent les partisans modérés des idées des Lumières.
Les Illuminati se développent dans le monde germanique, puis le reste de l'Europe, et même un peu en Amérique, mais Charles-Théodore de Bavière interdit la société secrète en 1784 et Joseph II encadre sévèrement la franc-maçonnerie en Autriche en 1785. Les Illuminati disparaissent à la suite de ces mesures.

### Les théories du complot
Cependant, dès la période révolutionnaire en France, les jacobins sont assimilés aux Illuminati, par exemple par l'abbé Barruel dans ses Mémoires pour servir à l’histoire du jacobinisme. Les idées de Barruel circulent et rencontrent un important succès.
Aux États-Unis, la crainte de l'influence jacobine se manifeste par exemple à travers l'importance du Parti anti-maçonnique dans les années 1830. Cette méfiance liée au mythe du complot Illuminati peut même avoir un effet sur les relations franco-américaines. Les symboles américains comme le billet de dollar ou la statue de la Liberté sont par ailleurs souvent soupçonnés au sein de la population étatsunienne d'avoir des liens avec les Illuminati.

## Accueil
Pierre-Yves Beaurepaire est invité à parler du sujet de son livre lors d'interviews, par exemple chez la Radio-télévision belge de la Communauté française, et de conférences, par exemple dans l’Université de Rouen-Normandie,.

## Distinctions
L'ouvrage est récompensé par le Prix du Sénat du livre d'histoire de 2023, que Pierre-Yves Beaurepaire reçoit le 20 juin,,.